# Aeroportul El Portillo
Aeroportul El Portillo (IATA: EPS, ICAO: MDPO) este un aeroport din Las Terrenas⁠(d), Samaná⁠(d), Republica Dominicană ce deservește zona Samaná⁠(d).
Situat la o altitudine de 9 m, aeroportul dispune de o singură pistă.